# L'isola dei bambini dimenticati
L'isola dei bambini dimenticati (鬼燈の島?, Hōzuki no shima) è un manga scritto e disegnato da Kei Sanbe, e pubblicato sulla rivista Young Gangan di Square Enix da dicembre 2008 a luglio 2009. Si tratta di una storia horror e di suspense ambientata su un'isola sperduta del Giappone, dove sei scolari orfani o abbandonati vivono da soli con i loro quattro insegnanti adulti nelle rovine decrepite di una vecchia scuola.

## Trama
La storia è raccontata dal punto di vista di due fratelli, Kokoro e Yume, che vengono mandati su un'isola remota dopo che i genitori li hanno abbandonati. Lì iniziano a frequentare la scuola dove incontrano quattro insegnanti adulti e quattro bambini orfani o abbandonati che sono gli unici altri abitanti dell'isola, insieme al proprietario dell'isola. Dopo aver sentito voci e scoperto una stanza segreta, i bambini iniziano a sospettare che gli adulti stiano cercando di nascondere loro qualcosa. Cercano di scoprire di cosa si tratta e, mentre lo scoprono, mettono in gioco le loro vite.

## Pubblicazione
Il manga è stato scritto e disegnata da Kei Sanbe e pubblicato dalla casa editrice Square Enix sulla rivista Young Gangan dal 21 dicembre 2008 al 3 luglio 2009, per un totale di 30 capitoli. La serie è poi stata raccolta in quattro volumi tankōbon. L'edizione italiana è stata pubblicata da Star Comics dal 7 febbraio all'8 agosto 2018.

## Accoglienza
Animeland ha recensito il primo volume come un thriller ben fatto, lodandone la messa in scena e l'atmosfera; l'uso dei punti di vista dei bambini è stato visto positivamente, ma ha descritto il carattere di Kuwadate come molto "disgustoso".